# Paprika
Paprika (Capsicum) je rod rostlin z čeledi lilkovité (Solanaceae). Jsou to vytrvalé keře nebo i malé stromy s jednoduchými střídavými listy a pravidelnými pětičetnými květy, které jsou opylované hmyzem. Plodem je dužnatá bobule. Semena v přírodě rozšiřují ptáci. Rod zahrnuje asi 42 druhů a pochází z tropické a subtropické Ameriky, kde je rozšířen od jihu USA po Argentinu. 
Papriky mají dlouhou kulturní historii, sahající tisíce let do minulosti, a byly široce domestikovány dávno před objevením Ameriky. Jejich pálivost je způsobena obsahem specifických alkaloidů, z nichž nejznámější je kapsaicin. Hospodářsky nejvýznamnějším druhem je paprika setá, která je pěstována v celé řadě různorodých forem, dále paprika křovitá a paprika čínská. V oblastech mírného pásu bývají pěstovány jako jednoletky. Největším světovým producentem je Čína. Papriky a výtažky z nich mají význam v lékařství a okrasné kultivary jsou pěstovány jako pokojové nebo zahradní rostliny.

## Popis
Papriky jsou převážně keře nebo někdy i stromy, pěstované nebo zplaňující rostliny mohou růst i jako jednoleté byliny. Odění se skládá z jednoduchých chlupů. Listy jsou jednoduché, střídavé nebo v párech, řapíkaté, s celistvou nebo na okraji zvlněnou, celokrajnou čepelí.
Květy jsou pravidelné, oboupohlavné, úžlabní, jednotlivé nebo ve svazečcích, vzpřímené nebo převisavé. Kalich je zvonkovitý nebo miskovitý, na vrcholu s 5 až 10 zoubky. Koruna je bílá, modrá nebo fialová, hvězdovitá až kolovitá nebo řidčeji zvonkovitá, v horní polovině členěná na 5 cípů. Tyčinek je pět a jsou přirostlé u konce korunní trubky. Na bázi nitek mají u většiny druhů dvě postranní ouška, přirostlá ke koruně. Semeník je svrchní, obsahuje 2 nebo řidčeji 3 komůrky s mnoha vajíčky a nese štíhlou čnělku zakončenou drobnou, hlavatou bliznou. 
Plodem je drobná až poměrně velká, dužnatá, u většiny druhů kulovitá bobule. Semena jsou nažloutlá nebo řidčeji tmavá, plochá.

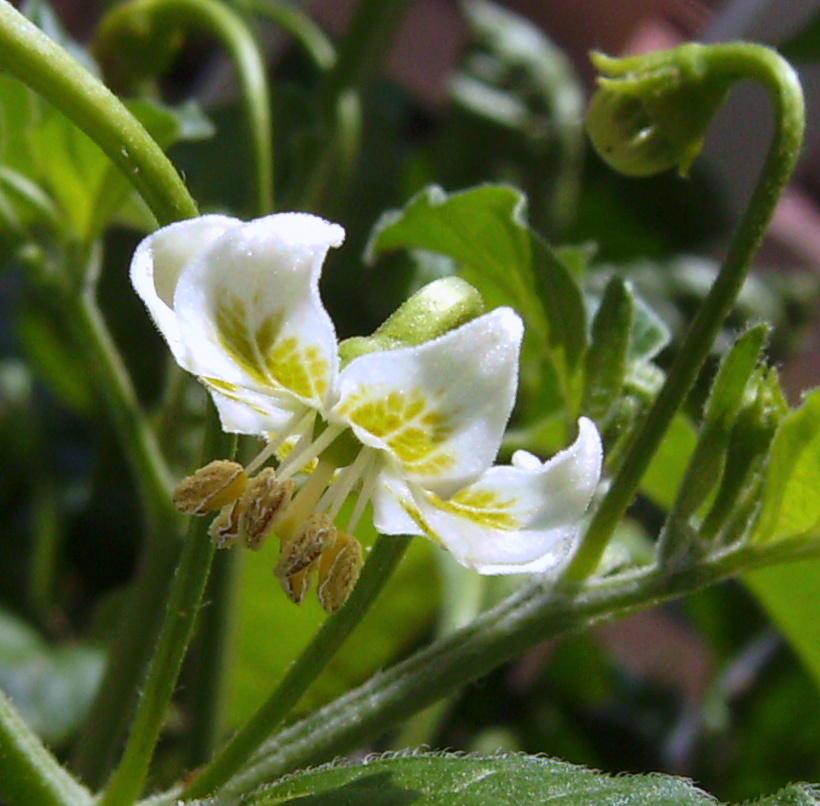
Květ papriky křídlaté
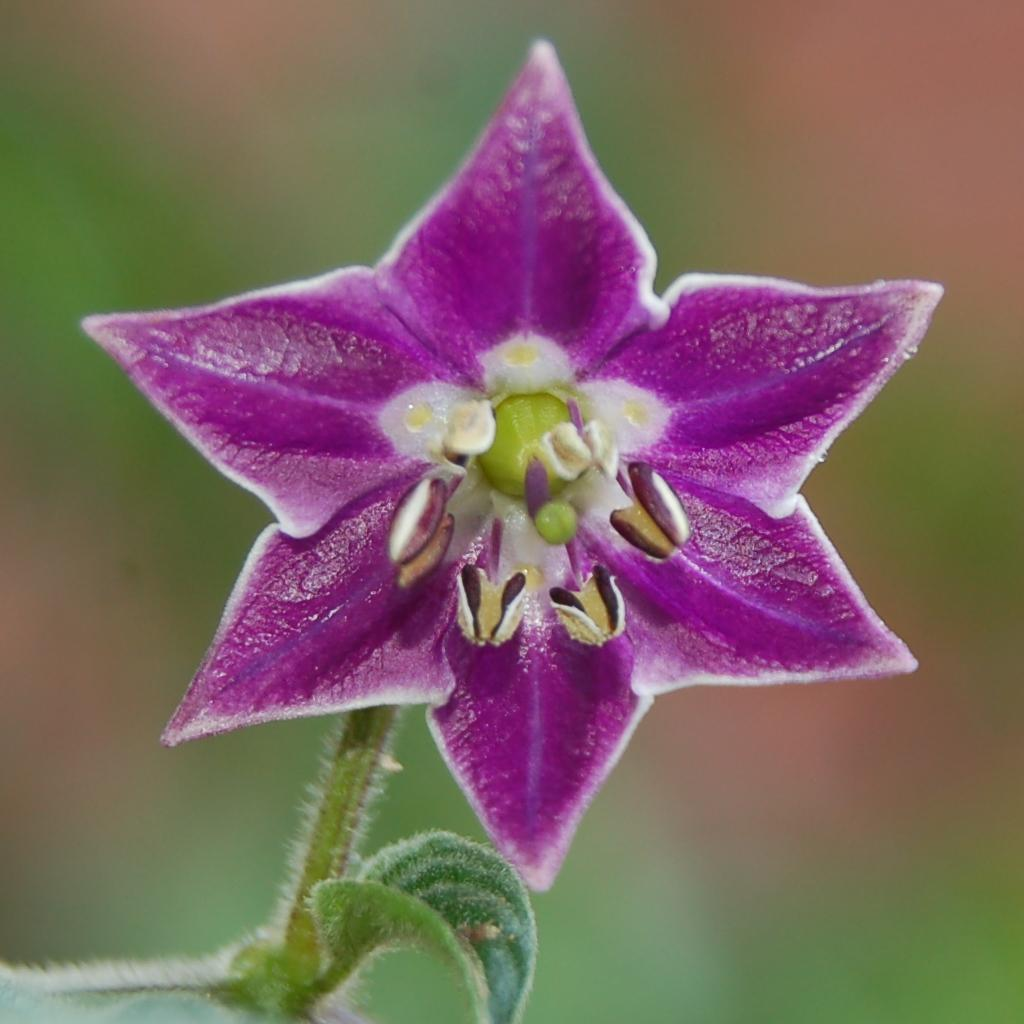
Květ papriky chlupaté
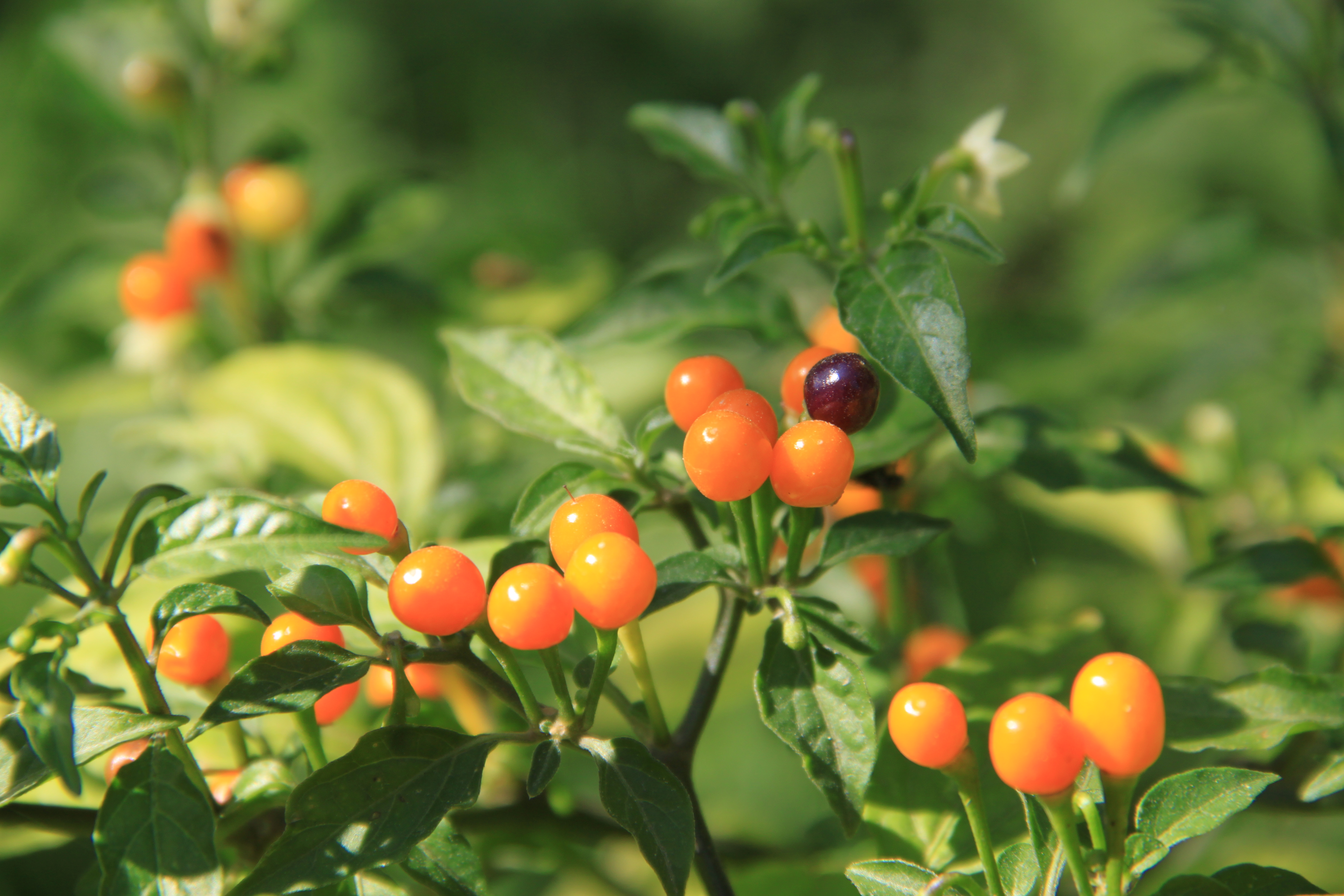
Paprika Capsicum schottianum s plody

## Rozšíření
Rod paprika zahrnuje asi 42 druhů a pochází výhradně z Ameriky. Přirozený areál rozšíření nedomestikovaných, divoce rostoucích druhů sahá od jihu USA a Mexika přes Střední a Jižní Ameriku po Uruguay a střední Argentinu a zasahuje též na Kubu a Galapágy.
Paprika setá byla v době objevení Ameriky pěstována v téměř celém Mexiku, Střední Americe a nejjižnějším cípu Texasu, paprika křovitá a paprika čínská v severní polovině Jižní Ameriky, Karibiku a jižní části Střední Ameriky, paprika křídlatá v širokém pásu od Ekvádoru, Peru a severního Chile po východní a jižní Brazílii a Uruguay a paprika chlupatá podél hřebene And od Kolumbie po severní Argentinu.

## Ekologické interakce

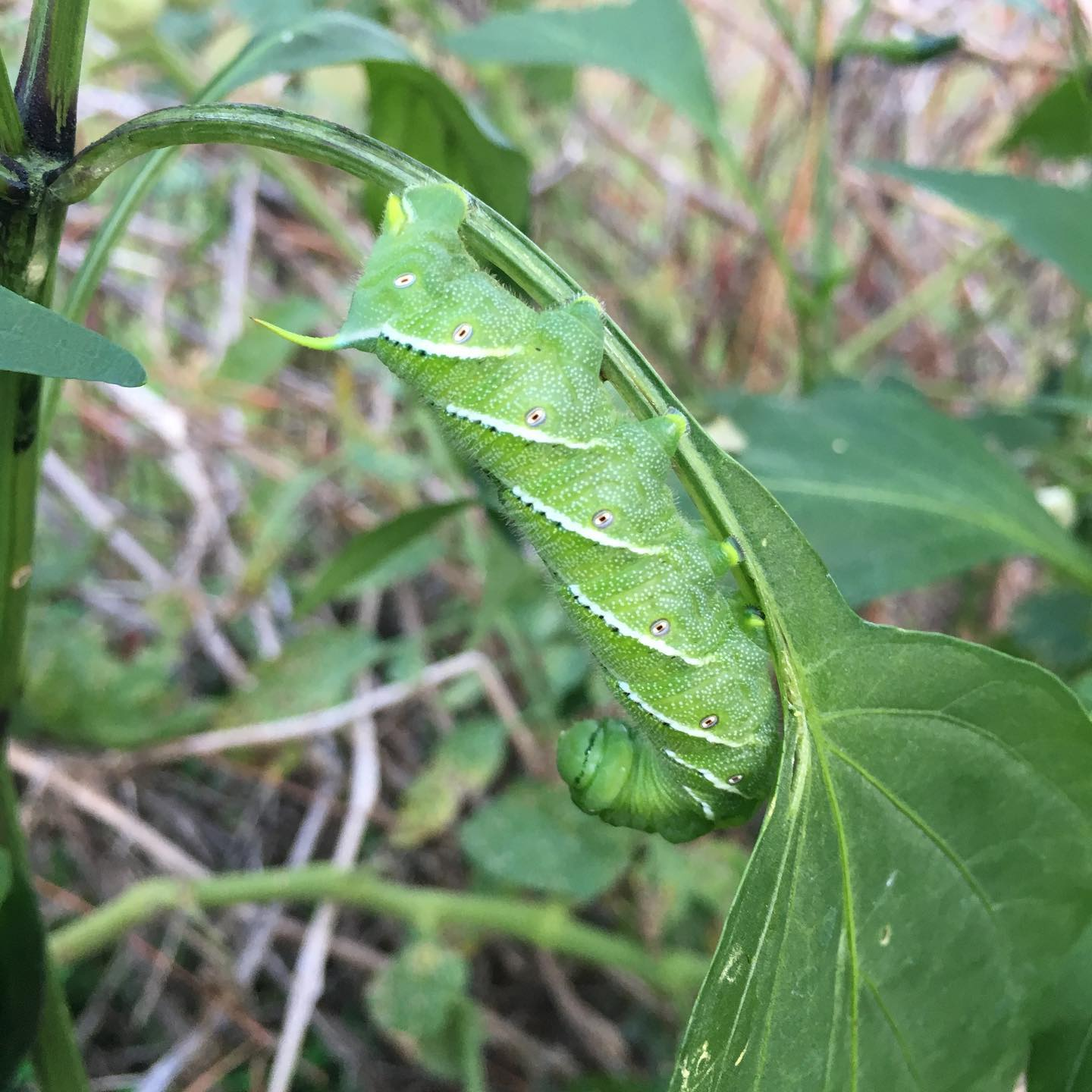
Housenka lišaje Manduca sexta na paprice jalapeňo

Květy paprik jsou opylovány hmyzem sbírajícím nektar nebo pyl. Nejčastějšími opylovači jsou včely, a to jak samotářské tak i včela medonosná. Většina druhů je samosprašná s výjimkou Capsicum cardenasii, C. buforum, C. flexuosum a některých linií domestikované papriky chlupaté, které jsou cizosprašné. Samoopylení v rámci květu je zabráněno protogynií (blizna dozrává před uvolněním pylu z prašníků).
V Americe jsou papriky živnými rostlinami lišajů rodu Manduca a druhu Amphion floridensis, dále babočkovitých motýlů Episcada clausina, Ithomia celemia, I. iphianassa, Pteronymia notilla a celé řady drobnějších druhů můr zejména z čeledí makadlovkovití (Gelechiidae), můrovití (Noctuidae), obalečovití (Tortricidae), píďalkovití (Geometridae) a zavíječovití (Pyralidae). Ve Starém světě je jako náhradní potravu občas vyhledává lišaj smrtihlav a příbuzný asijský druh Acherontia lachesis.
Obsažené pálivé kapsaicinoidy odpuzují savce včetně hlodavců od konzumace plodů, zatímco plodožravým ptákům nijak nevadí. Semena si navíc při průchodu ptačím trávicím traktem zachovávají plnou klíčivost, zatímco u savců dochází k jejich natrávení a vycházejí neklíčivá. Jedná se tak o selektivní přizpůsobení rostliny na šíření semen ptáky. Tato adaptace přináší i další benefity. Ve studii provedené v jižní Arizoně bylo zjištěno, že nadpoloviční většina mladých semenáčků chilli vyrůstá pod stromy, které vyhledávají plodožraví ptáci (v dané oblasti zejména drozdec skvrnitoprsý), a kde jsou chráněny před slunečním úpalem.

## Obsahové látky, účinek a jedovatost

### Kapsaicinoidy
Pálivost paprik je způsobena obsahem specifických alkaloidů, známých jako kapsaicinoidy. Nejznámější je kapsaicin. Tyto látky jsou přítomny u většiny divoce rostoucích druhů s výjimkou východobrazilské Capsicum longidentatum a skupiny 5 druhů, tvořících bazální vývojovou větev rodu. Postrádá je také řada vyšlechtěných, tzv. sladkých odrůd papriky nebo jsou v nich obsaženy jen ve stopových množstvích. 
Tvorba kapsaicinoidů v paprikovém plodu je soustředěna do přehrádek mezi oběma komůrkami semeníku. Látky jsou vylučovány žláznatými buňkami pokožky semenice (placenty) do prostorů pod kutikulou, které se tím zvětšují do podoby puchýřků vyplněných olejovitou tekutinou. U nepálivých kultivarů se tyto puchýřky nevytvářejí.
Kapsaicinoidy jsou produktem metabolické dráhy, která začíná u aminokyseliny fenylalaninu. Ten je v řadě kroků převáděn na vanilylamin, který kondenzuje s mastnou kyselinou s jednoduše větveným řetězcem z asi 8 až 13 uhlíků. Jednotlivé kapsaicinoidy se odlišují stavbou a počtem uhlíků postranního řetězce. 
Nejúčinnější, tedy nejpálivější z nich je kapsaicin, nonivamid a dihydrokapsaicin. Kapsaicin a dihydrokapsaicin tvoří společně více než 80 % obsahu kapsaicinoidů v plodech, zatímco jiné typy jsou zastoupeny minoritně.
Účinek kapsaicinoidů, provázený intenzivním pocitem horka a pálení, souvisí s aktivací tzv. vaniloidních (TRPV1) receptorů, zvláštních membránových bílkovin, nacházejících se zejména v neuronech periferní nervové soustavy. Úlohou těchto receptorů je detekce tepla a tvorbou vzruchů se podílejí na regulaci tělesné teploty. Aktivují se při teplotách přesahujících 43 °C, reagují však na řadu jiných podnětů, jako je kyselé prostředí a různé látky včetně kapsaicinoidů a allyl-isothiokyanátu, látky způsobující štiplavou chuť brukvovitých rostlin.

### Barviva a další látky
Papriky jsou bohaté na žlutá až červená barviva ze skupiny karotenoidů, kterých bylo v plodech identifikováno asi 30 různých typů. Jejich obsah ve 100 g sušiny plodů může dosáhnout až 4,8 g.
Tyto látky se nacházejí v chromoplastech, organelách vznikajících v průběhu zrání plodů přeměnou chloroplastů. Charakteristická, intenzivně červená barva zralých paprik je způsobena obsahem kapsanthinu a kapsorubinu, zatímco violaxanthin a betakaroten jsou hlavními barvivy žlutě a oranžově vybarvených plodů.
Ve vegetativních částech i nedozrálých plodech paprik jsou dále přítomny antokyany, jejich akumulací vzniká fialové až černé zbarvení. Tato barviva v průběhu zrání plodů většinou mizejí.
Z prchavých látek jsou přítomny zejména terpenoidy a estery. Poměrně vysoký bývá obsah vitamínu C, ve 100g čerstvých plodů dosahuje až 340 mg.

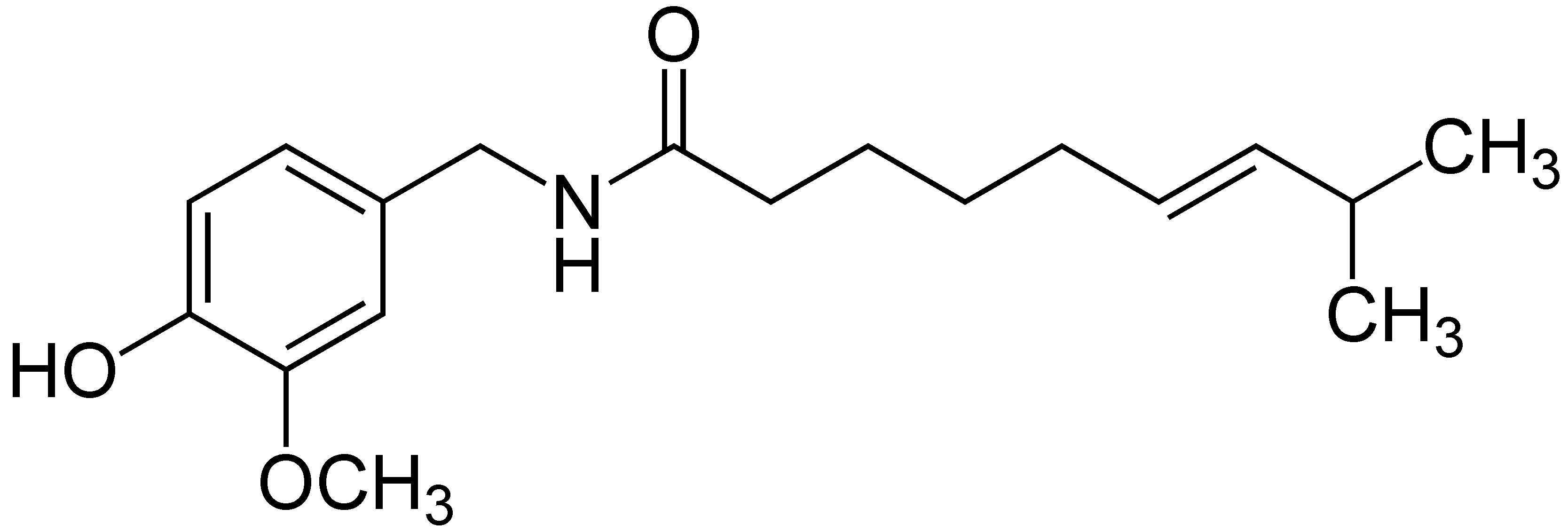
Strukturní vzorec kapsaicinu
Barvivo kapsorubin ze skupiny karotenoidů

### Jedovatost
Při požití většího množství silně pálivých paprik mohou nastat dýchací potíže, nevolnost a zvracení. U vnímavých osob bývá ovlivněn i krevní tlak a srdeční rytmus. Zevně mohou papričky způsobit zarudnutí pokožky a tvorbu přechodných puchýřků. Smrtelná dávka kapsaicinu při požití je okolo 190 miligramů na 1 kg živé hmotnosti, což u odrůdy typu Bhut Jolokia s pálivostí okolo 1 milionu jednotek SHU odpovídá konzumaci téměř 200 až 250 g papriček.

## Kulturní historie
Paprika náleží k velmi starým kulturním rostlinám a byla domestikována tisíce let před objevením Ameriky, a to nezávisle na sobě v různých částech Latinské Ameriky. Její domestikace dokonce předběhla počátky zemědělství a řadí papriku k nejstarším známým kulturním plodinám na americkém kontinentu.
Nejstarší archeologické nálezy, dokládající využití papriky člověkem, pocházejí z jeskynních vykopávek v Mexiku a Peru. Nejstarší nálezy pozůstatků papriky seté pocházejí z oblasti Tehuacán a Oaxaca ve středovýchodním Mexiku a jsou datovány do doby asi před 8000 lety, přičemž přibližně před 6000 lety došlo k její domestikaci. Nejstarší nálezy papriky čínské pocházejí z Peru (jeskyně Guitarrero) a jsou datovány asi 8500 let do minulosti.
Domestikace papriky křídlaté při úpatí And a přilehlých nížinných oblastech v Bolívii a nejjižnějším Peru je doložena přibližně z doby před 4000 let.
Paprika křovitá byla zřejmě domestikována v Karibiku a paprika chlupatá ve středních polohách And.
Využití a pěstování paprik má velmi bohatou a dlouhou historii. Aztékové, Mayové, Inkové a další domorodé národy od jihozápadu Severní Ameriky až po Chile pěstovaly desítky různých typů dávno před příchodem Španělů. Paprika prostupovala náboženskými obřady a legendami indiánských kultur a co do důležitosti se řadila hned za hlavní plodinu, kterou byla kukuřice. Své místo nalezla i v umění. Poměrně často se lze s vyobrazeními papriček setkat například na keramice kultury Nazca a Chimú z předkolumbovského Peru. Aztékové přidávali chilli spolu s vanilkou do čokolády.

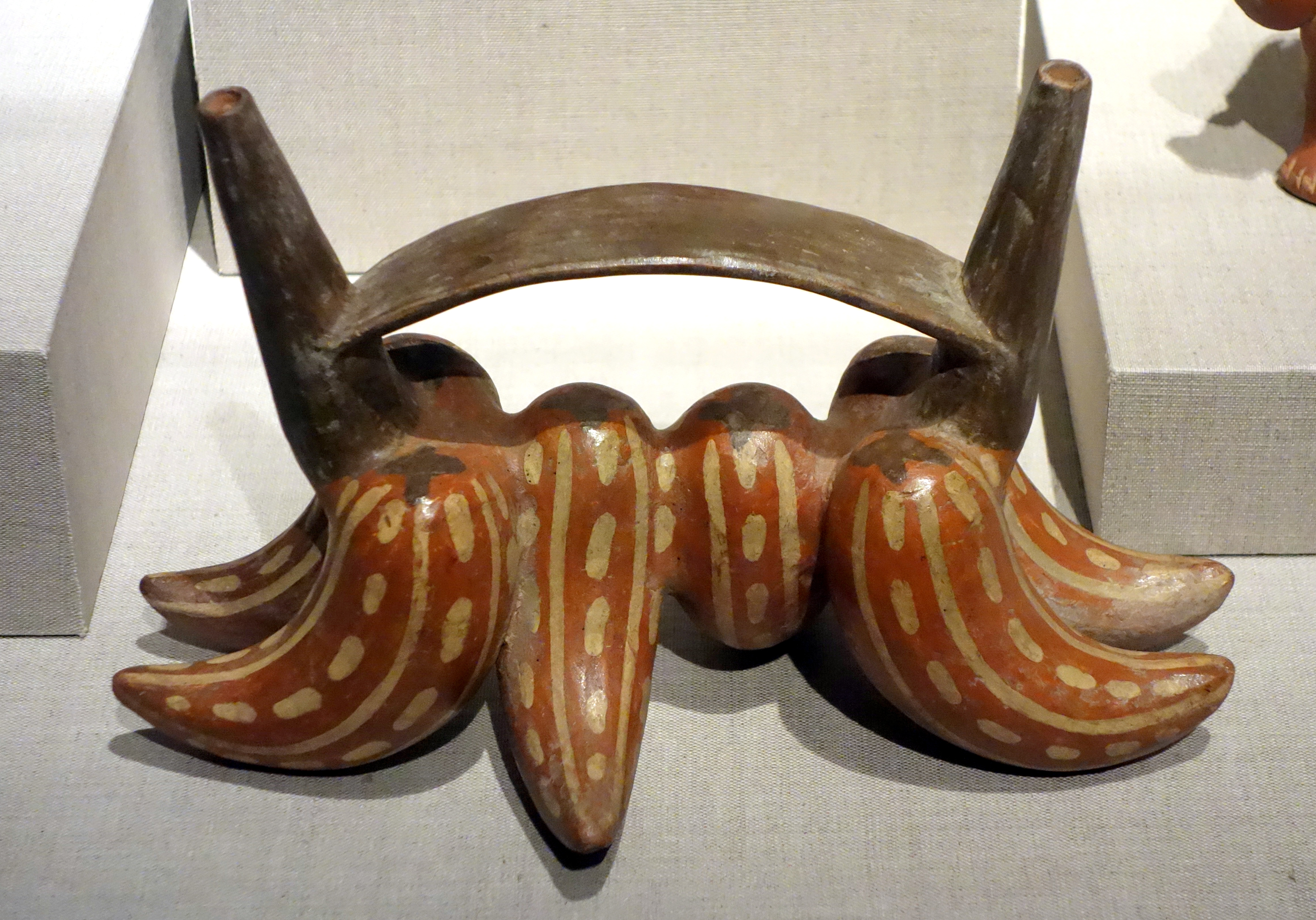
Nádoba kultury Nazca v podobě papriček
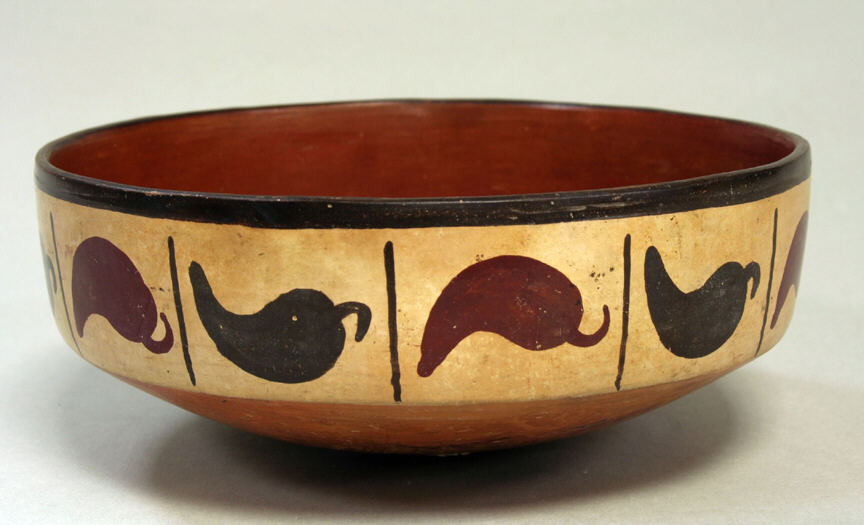
Kolorovaná miska s papričkami

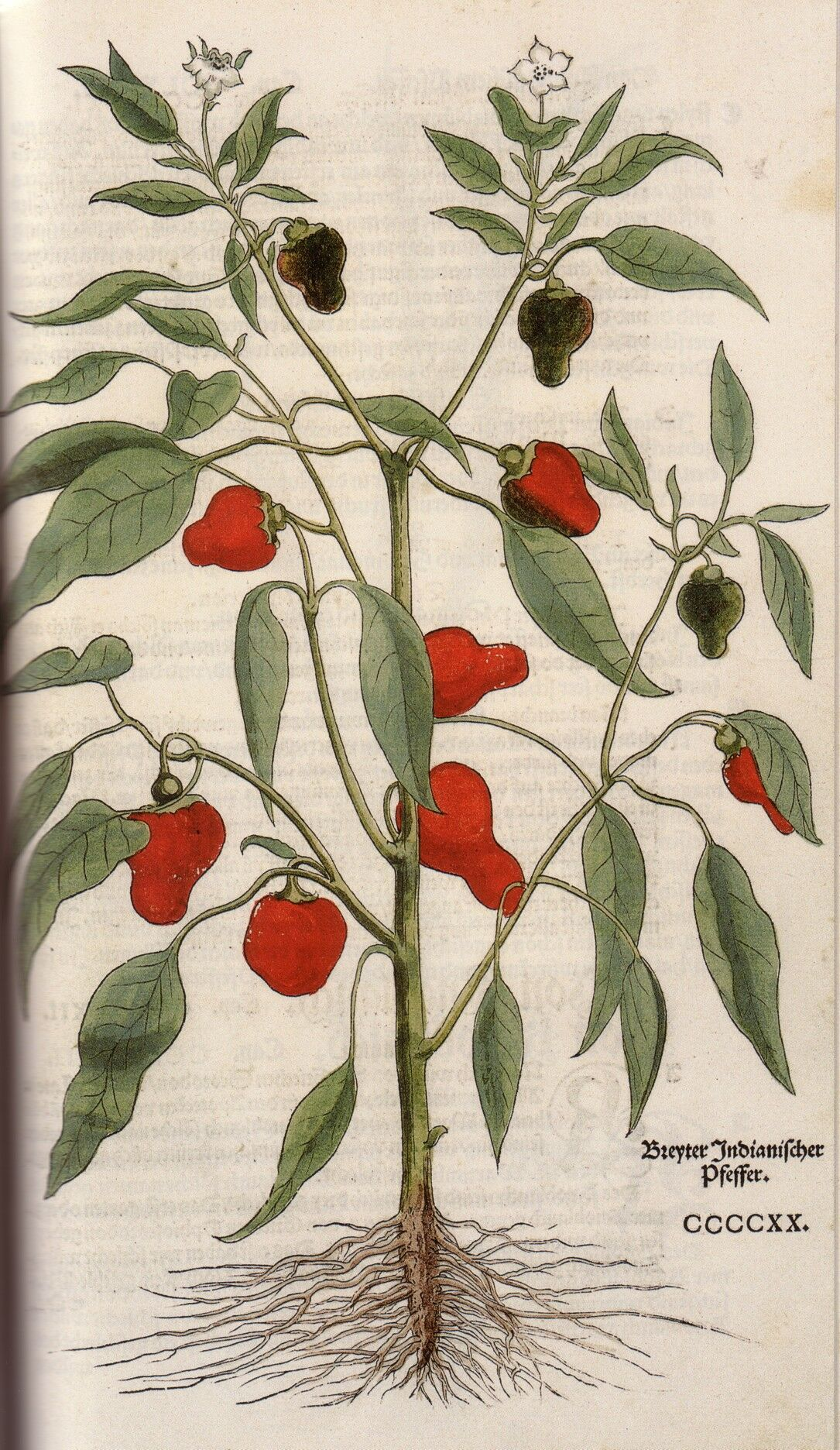
Ilustrace papriky seté z roku 1543

Do Evropy přivezl poprvé papriku v roce 1493 lékař Diego Álvarez Chanca, účastník druhé Kolumbovy výpravy do Karibiku.
Během následujících několika desetiletí se rozšířila nejen po Evropě, ale i na Středním východě, afrických pobřežích, Indii, jihozápadní Číně a jihovýchodní Asii a stala se nedílnou součástí zdejší gastronomie.
První kresba papriky v evropské literatuře se objevila v díle Codex Amphibiorum z roku 1540, brzy následovala vyobrazení různých typů paprik v řadě herbářů.
V Anglii se podle dobových zmínek objevuje paprika nejpozději v roce 1548, na Moravě v roce 1585.
Paprika se stala v různých částech světa základem tradičních pokrmů, jako je omáčka harissa v Tunisku, berbere v Etiopii, paprikáš v Maďarsku, pimenton ve Španělsku, kočchudžang v Koreji a kari v Thajsku, Indonésii, Indii a dalších asijských zemích.

## Taxonomie a prehistorie
Rod Capsicum je  v rámci čeledi Solanaceae řazen do podčeledi Solanoideae, kde společně se sesterským rodem Lycianthes, zahrnujícím asi 150 druhů a rozšířeným v tropech Ameriky, Asie i Austrálie, tvoří tribus Capsiceae. K odštěpení obou rodů došlo v období středního miocénu asi před 13 milióny let. Oba rody se morfologicky odlišují zejména způsobem otevírání prašníků. U rodu Capsicum se otevírají podélnou štěrbinou, zatímco u rodu Lycianthes vrcholovým pórem, což souvisí s přizpůsobením speciálnímu způsobu opylování (tzv. buzz-pollination). U rodu Lycianthes také chybí tvorba kapsaicinoidů, v květech nejsou přítomna nektária a netvoří se nektar. Výsledky fylogenetických studií ukázaly, že rod Lycianthes je parafyletický, neboť jeho vývojový strom obsahuje jako jednu z větví rod Capsicum. Oba rody proto čeká buď spojení do široce pojatého rodu Capsicum, nebo bude rod Lycianthes rozčleněn do několika monofyletických menších rodů.
Dříve byla za pravlast rodu Capsicum považována Bolívie, podle výsledků fylogenetických analýz však rod vznikl v širší oblasti podél východních svahů And na území Kolumbie, Ekvádoru a zejména Peru. Poté probíhala expanze a diverzifikace rodu v širokém oblouku napříč kontinentem přes východní a jihovýchodní Brazílii, Paraguay, severní Argentinu, Bolívii a Peru. Expanze následně pokračovala jednak na severozápad Jižní Ameriky, do Střední Ameriky a na Galapágy, rovněž však i zpětně přes Paraguay a Argentinu směrem do jihovýchodní Brazílie. Společný předek všech pěti domestikovaných druhů vznikl pravděpodobně na území Bolívie.
Domestikované druhy C. annuum, C. frutescens a C. chinense jsou si po morfologické stránce velmi blízké a někteří taxonomové je dokonce považovali za různé formy jediného druhu. Výsledky nových molekulárních analýz zpochybňují oprávněnost rozlišování C. chinense a C. frutescens jako samostatných druhů.
V minulosti byly do rodu Capsicum řazeny i asijské druhy C. anomalum spolu s C. boninense, které byly následně přeřazeny do samostatného rodu Tubocapsicum, řazeného do jiného tribu podčeledi Solanoideae. Nejsou tedy blízce příbuzné.
Blízce příbuzné druhy paprik, jako je C. annuum, C. baccatum, C. frutescens a C. chinense, jsou schopny vzájemného křížení, ne vždy jsou však takto vzniklé hybridy fertilní. Naproti tomu druh C. pubescens je geneticky izolovaný a s danými druhy se nekříží. Také byla vypěstována řada kříženců mezi kulturními odrůdami a divokými formami paprik.

### Vývojový strom domestikovaných druhů paprik
|  | Capsicum praetermissum |
|  |                        |
|  | Capsicum chacoense     |
|  |                        |
|  | Capsicum baccatum      |
|  |                        |

|  | Capsicum annuum                                                               |
|  |                                                                               |
|  | Capsicum chinense                                                             |
|  |                                                                               |
|  | \| \| Capsicum galapagoense \| \| \| \| \| \| Capsicum frutescens \| \| \| \| |
|  |                                                                               |
|  | Capsicum galapagoense                                                         |
|  |                                                                               |
|  | Capsicum frutescens                                                           |
|  |                                                                               |

|  | Capsicum galapagoense |
|  |                       |
|  | Capsicum frutescens   |
|  |                       |

|  | Capsicum praetermissum |
|  |                        |
|  | Capsicum chacoense     |
|  |                        |
|  | Capsicum baccatum      |
|  |                        |

|  | Capsicum annuum                                                               |
|  |                                                                               |
|  | Capsicum chinense                                                             |
|  |                                                                               |
|  | \| \| Capsicum galapagoense \| \| \| \| \| \| Capsicum frutescens \| \| \| \| |
|  |                                                                               |
|  | Capsicum galapagoense                                                         |
|  |                                                                               |
|  | Capsicum frutescens                                                           |
|  |                                                                               |

|  | Capsicum galapagoense |
|  |                       |
|  | Capsicum frutescens   |
|  |                       |

|  | Capsicum praetermissum |
|  |                        |
|  | Capsicum chacoense     |
|  |                        |
|  | Capsicum baccatum      |
|  |                        |

|  | Capsicum annuum                                                               |
|  |                                                                               |
|  | Capsicum chinense                                                             |
|  |                                                                               |
|  | \| \| Capsicum galapagoense \| \| \| \| \| \| Capsicum frutescens \| \| \| \| |
|  |                                                                               |
|  | Capsicum galapagoense                                                         |
|  |                                                                               |
|  | Capsicum frutescens                                                           |
|  |                                                                               |

|  | Capsicum galapagoense |
|  |                       |
|  | Capsicum frutescens   |
|  |                       |

|  | Capsicum praetermissum |
|  |                        |
|  | Capsicum chacoense     |
|  |                        |
|  | Capsicum baccatum      |
|  |                        |

|  | Capsicum annuum                                                               |
|  |                                                                               |
|  | Capsicum chinense                                                             |
|  |                                                                               |
|  | \| \| Capsicum galapagoense \| \| \| \| \| \| Capsicum frutescens \| \| \| \| |
|  |                                                                               |
|  | Capsicum galapagoense                                                         |
|  |                                                                               |
|  | Capsicum frutescens                                                           |
|  |                                                                               |

|  | Capsicum galapagoense |
|  |                       |
|  | Capsicum frutescens   |
|  |                       |

|  | Capsicum praetermissum |
|  |                        |
|  | Capsicum chacoense     |
|  |                        |
|  | Capsicum baccatum      |
|  |                        |

|  | Capsicum annuum                                                               |
|  |                                                                               |
|  | Capsicum chinense                                                             |
|  |                                                                               |
|  | \| \| Capsicum galapagoense \| \| \| \| \| \| Capsicum frutescens \| \| \| \| |
|  |                                                                               |
|  | Capsicum galapagoense                                                         |
|  |                                                                               |
|  | Capsicum frutescens                                                           |
|  |                                                                               |

|  | Capsicum galapagoense |
|  |                       |
|  | Capsicum frutescens   |
|  |                       |

|  | Capsicum praetermissum |
|  |                        |
|  | Capsicum chacoense     |
|  |                        |
|  | Capsicum baccatum      |
|  |                        |

|  | Capsicum annuum                                                               |
|  |                                                                               |
|  | Capsicum chinense                                                             |
|  |                                                                               |
|  | \| \| Capsicum galapagoense \| \| \| \| \| \| Capsicum frutescens \| \| \| \| |
|  |                                                                               |
|  | Capsicum galapagoense                                                         |
|  |                                                                               |
|  | Capsicum frutescens                                                           |
|  |                                                                               |

|  | Capsicum galapagoense |
|  |                       |
|  | Capsicum frutescens   |
|  |                       |

|  | Capsicum praetermissum |
|  |                        |
|  | Capsicum chacoense     |
|  |                        |
|  | Capsicum baccatum      |
|  |                        |

|  | Capsicum annuum                                                               |
|  |                                                                               |
|  | Capsicum chinense                                                             |
|  |                                                                               |
|  | \| \| Capsicum galapagoense \| \| \| \| \| \| Capsicum frutescens \| \| \| \| |
|  |                                                                               |
|  | Capsicum galapagoense                                                         |
|  |                                                                               |
|  | Capsicum frutescens                                                           |
|  |                                                                               |

|  | Capsicum galapagoense |
|  |                       |
|  | Capsicum frutescens   |
|  |                       |

|  | Capsicum praetermissum |
|  |                        |
|  | Capsicum chacoense     |
|  |                        |
|  | Capsicum baccatum      |
|  |                        |

|  | Capsicum annuum                                                               |
|  |                                                                               |
|  | Capsicum chinense                                                             |
|  |                                                                               |
|  | \| \| Capsicum galapagoense \| \| \| \| \| \| Capsicum frutescens \| \| \| \| |
|  |                                                                               |
|  | Capsicum galapagoense                                                         |
|  |                                                                               |
|  | Capsicum frutescens                                                           |
|  |                                                                               |

|  | Capsicum galapagoense |
|  |                       |
|  | Capsicum frutescens   |
|  |                       |

## Zástupci
- paprika čínská (Capsicum chinense)
- paprika chlupatá (Capsicum pubescens)
- paprika křovitá (Capsicum frutescens)
- paprika křídlatá (Capsicum baccatum)
- paprika setá (Capsicum annuum), též paprika roční[23][24]

## Význam

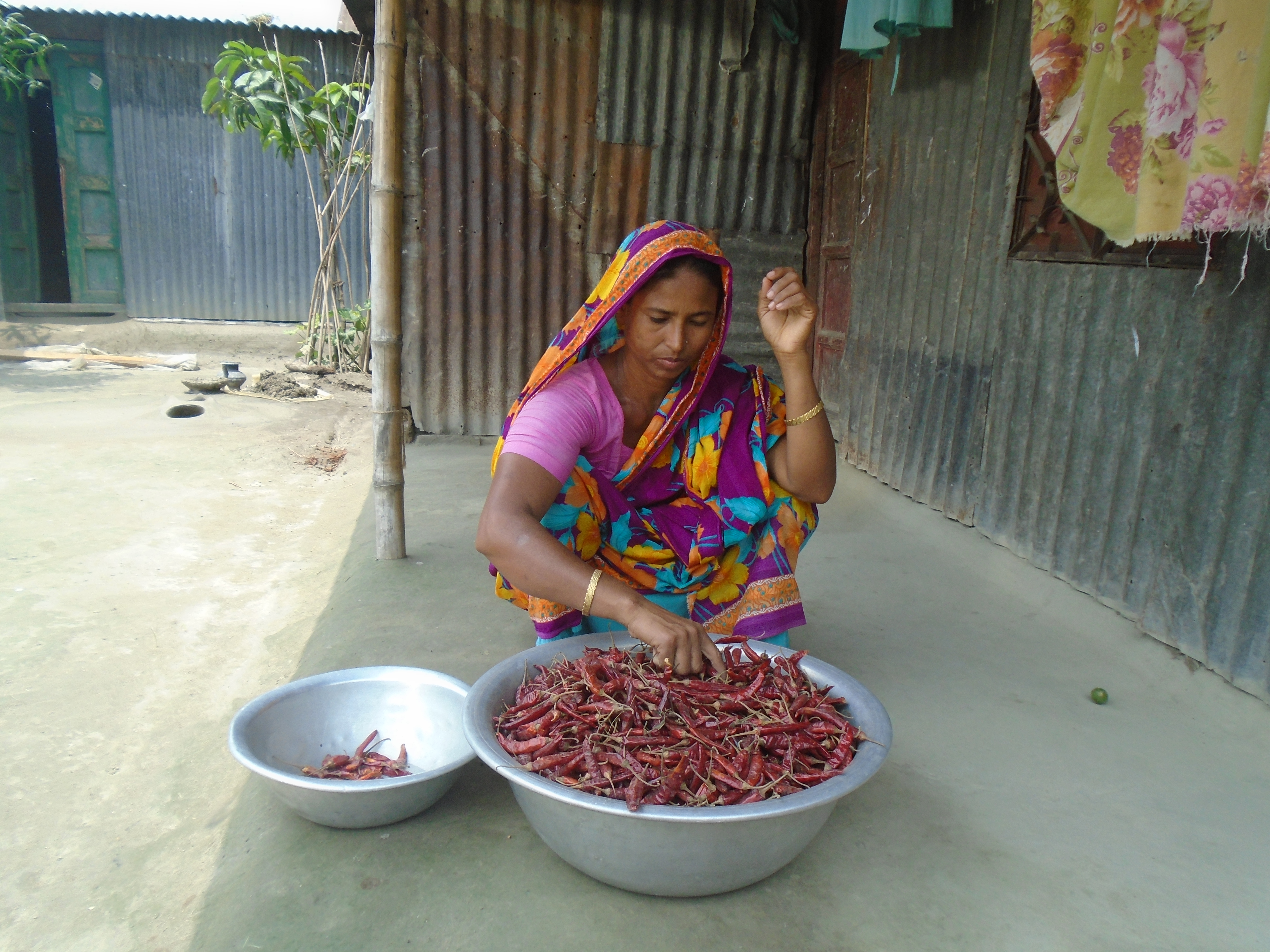
Zpracování chilli v Bangladéši

### Gastronomie

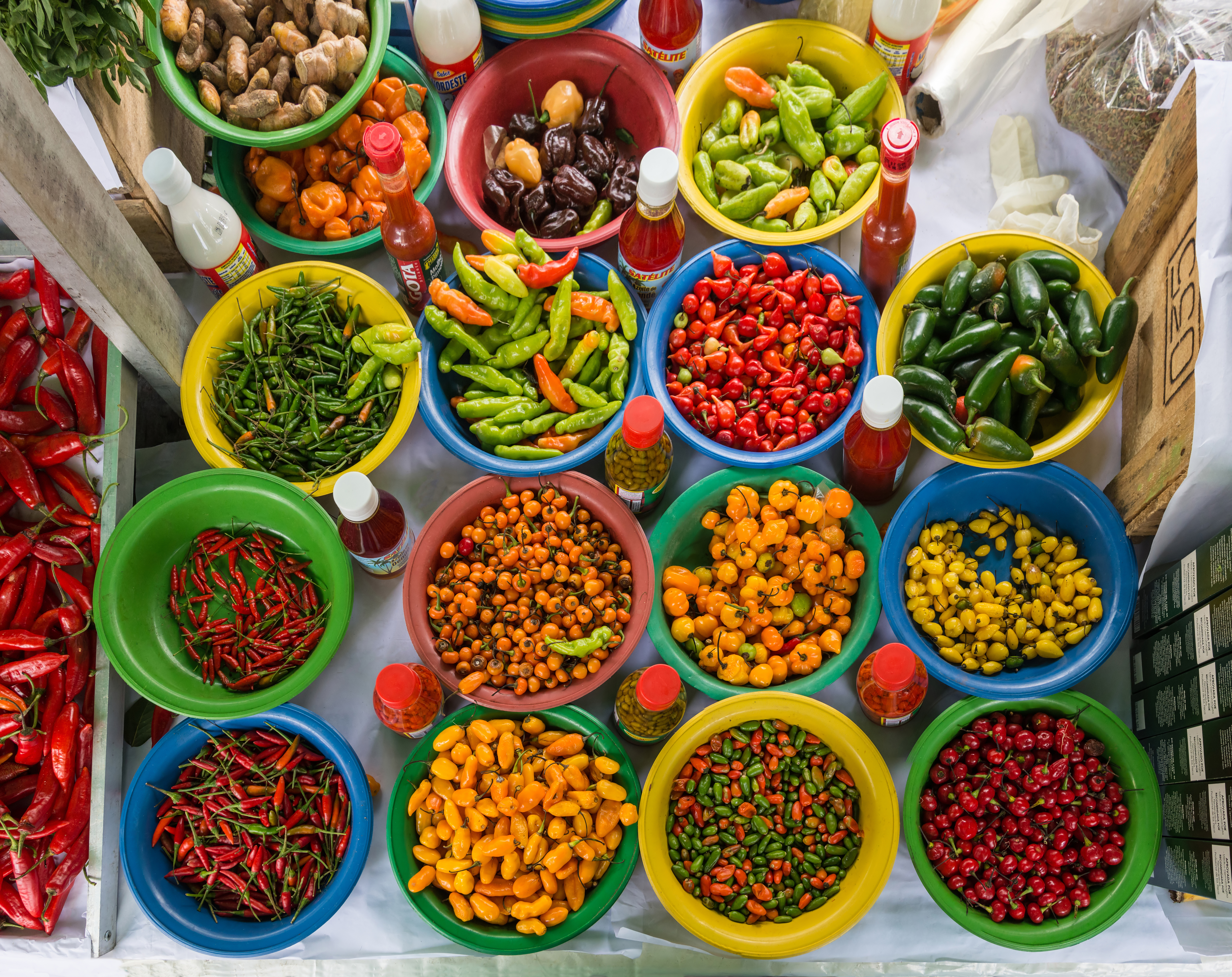
Plody papriky křídlaté na trhu v São Paulo

Papriky jsou využívány v nepřeberném množství odrůd jako všestranně použitelná zelenina a koření. Formy různých druhů s pálivými a většinou drobnějšími plody, používanými jako koření, jsou označovány souborným názvem chilli. 
Nejpěstovanějším a ekonomicky nejvýznamnějším druhem je paprika setá, pocházející z Mexika a Střední Ameriky. Kulturních odrůd, používaných jako zelenina nebo koření, je nepřeberné množství. Náleží mezi ně např. kapie, maďarská paprika, jalapeño, mexické poblano a četné jiné.
Jako feferonky bývají v Čechách nejčastěji označovány pálivé šťavnaté papričky kulovitého tvaru, pojem však neoznačuje konkrétní skupinu odrůd a překrývá se s pojmem chilli. Podobné je to i s pojmem kozí či beraní rohy, kterým se označují dužnaté chilli papričky dlouhého a úzkého, často pokrouceného tvaru. Nejpálivější kultivary chilli náležejí druhu paprika čínská. Podobná paprika křovitá se proslavila zejména omáčkou tabasco. Paprika je mj. jednou z důležitých složek slovenské a moravské kuchyně.

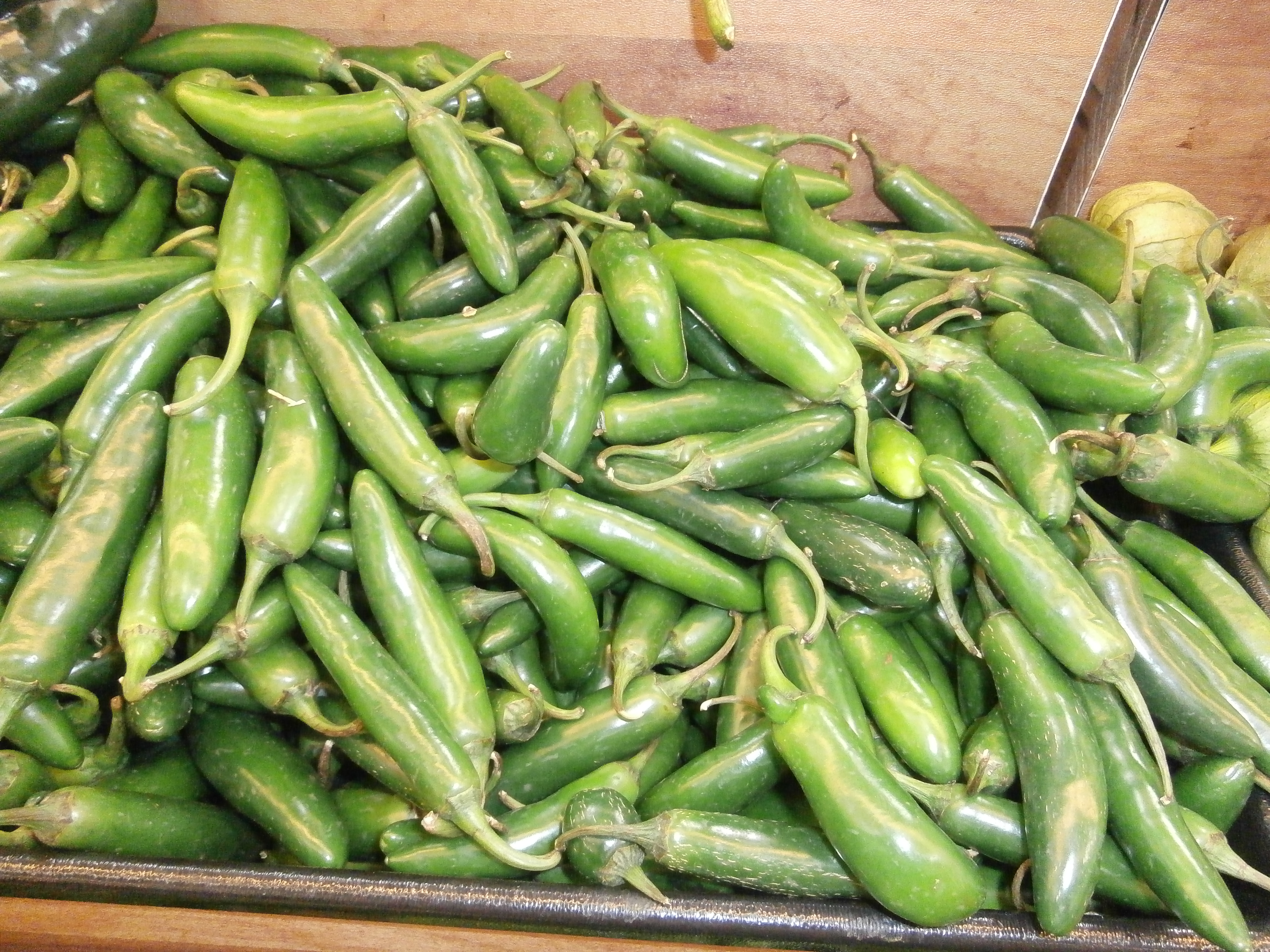
Papriky jalapeño
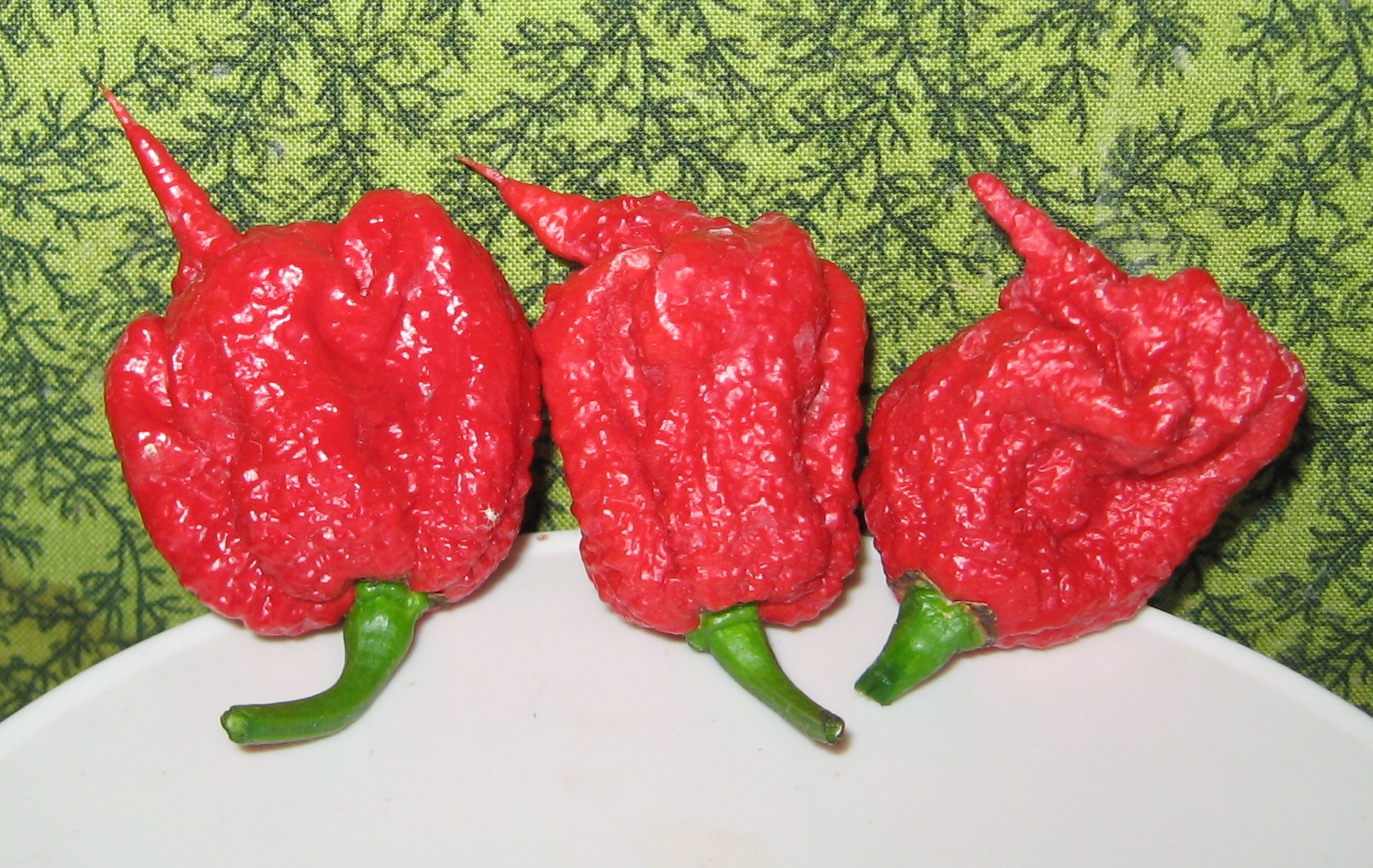
Paprika čínská ‚Carolina Reaper‘
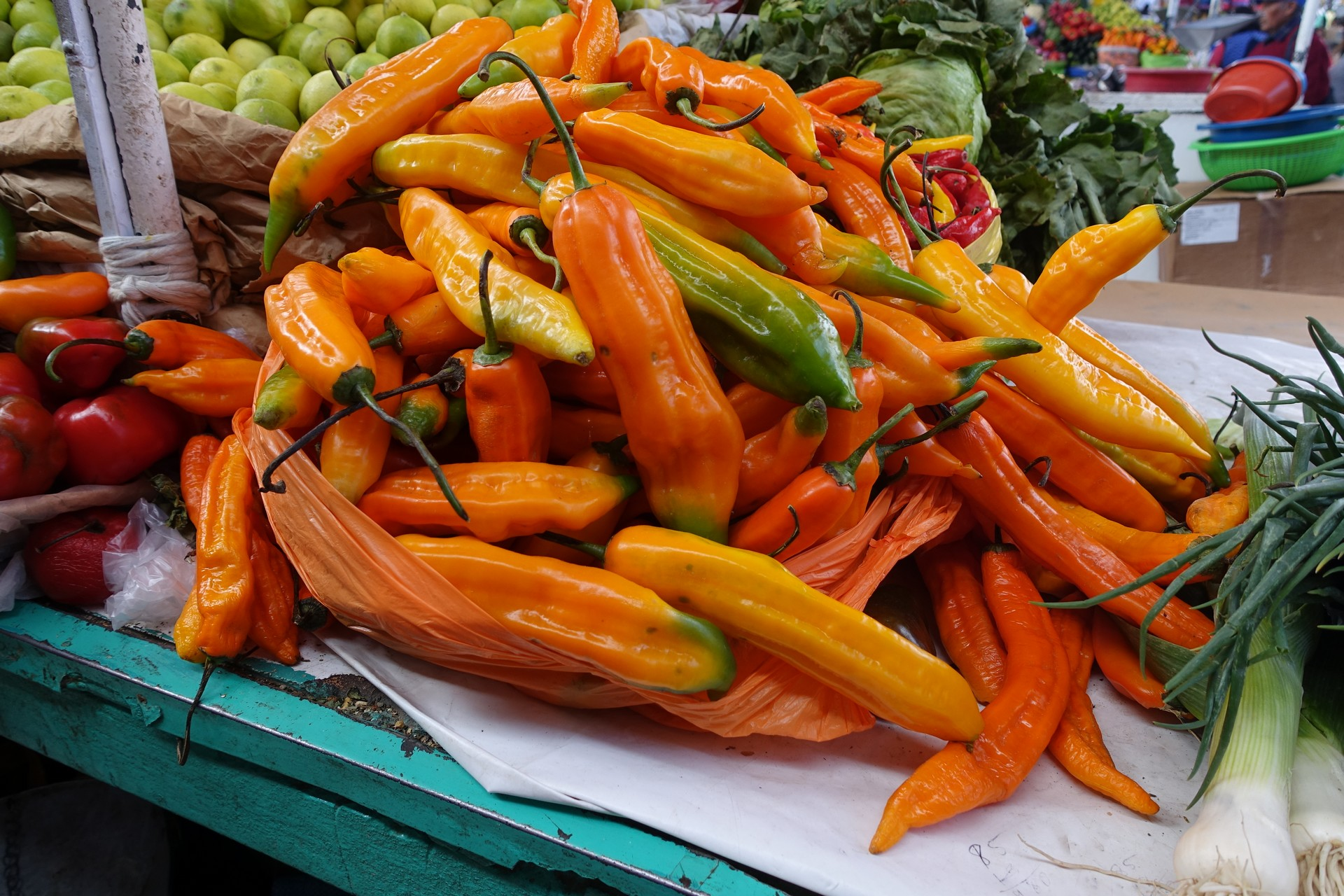
C. baccatum var. pendulum ‚Ají Amarillo‘
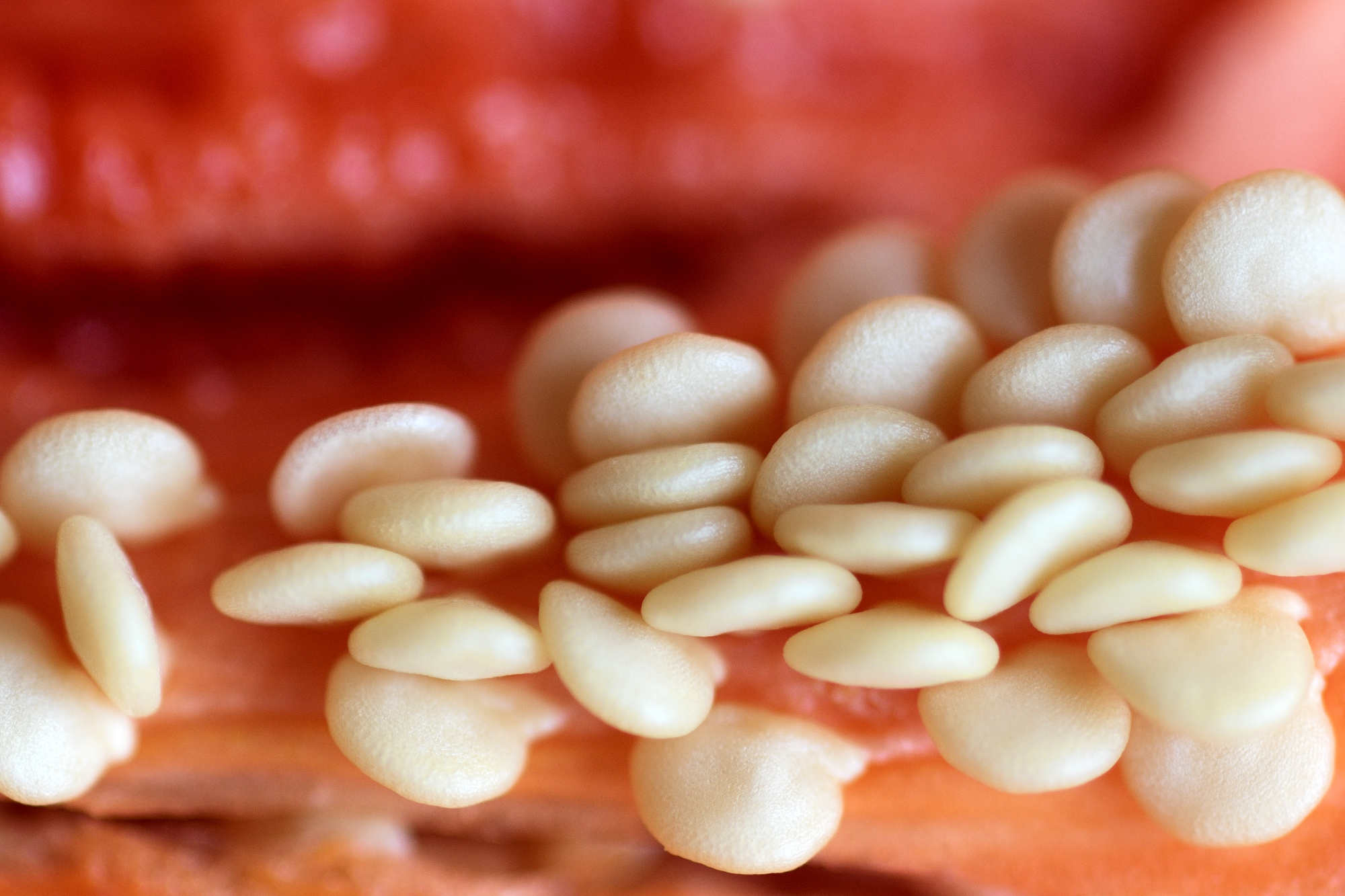
Semena papriček (tzv. kozí/beraní rohy)

### Okrasné papriky
Papriky jsou pěstovány jako venkovní i pokojové okrasné jednoletky. Za tímto účelem byla zejména v rámci druhu paprika setá vypěstována řada okrasných kultivarů. Jako pokojové rostliny se nejčastěji pěstují malé, kompaktně rostoucí kultivary typu ‚Tabasco‘ s kulovitými nebo kuželovitými vzpřímenými plody, které plodí od pozdního jara až do podzimu. Ceněné jsou zejména kultivary, u nichž dozrávající plody nabývají postupně několika různých barev, přičemž na rostlině bývají papričky různého stupně zralosti. Mohou být vybarveny v různých odstínech červené, purpurové, žluté, oranžové, černé nebo bílé. Plody všech okrasných paprik je možno i konzumovat, většinou ale nejsou tak chutné jako plody odrůd šlechtěných na jídlo. Je třeba také pamatovat na to, že rostliny zakoupené v plodném stavu mohou být chemicky ošetřeny.
Na trhu se pokojové okrasné papričky v největším množství objevují v závěru roku. V 60. letech byla okrasná paprika přinejmenším v západních zemích nejoblíbenější vánoční květinou, než ji vystřídaly nově vyšlechtěné kultivary pryšce nádherného neboli vánoční hvězdy.
Zahradní okrasné kultivary bývají většinou vyššího vzrůstu. Jsou mezi nimi i formy plodící chutné plody plně využitelné v kuchyni. Oblíbený je kultivar ‚Tangerine Dream‘, plodící velké, nepálivé papriky. Hojnou sklizeň úzkých nepálivých papriček poskytují i kultivary ‚Chilly Chili‘ and ‚Medusa‘.
Poléhavě rostoucí kultivary jsou vhodné do závěsných nádob.
V posledních desetiletích se také objevují kultivary s purpurovým až téměř černým olistěním, které ve výsadbách dobře kontrastují s ostatními zahradními rostlinami. Ceněný je kultivar ‚Black Pearl‘, vynikající olistěním, které se v závěru sezóny barví do temně višňové barvy, a kulovitými plody, které jsou před dozráním leskle černé a za zralosti zářivě červené.
Pestře zbarvené drobné papričky okrasných odrůd bývají používány k ozdobení jídel. Papriky jsou dokonce používány do květinových aranžmá. Za tímto účelem byly vyšlechtěny některé kultivary s dlouhými stonky, např. ‚NuMex Mirasol‘. V Americe jsou chilli papričky svazovány do ozdobných snopů (tzv. ristra) podobně jako například cibule či česnek.
Semínka okrasných paprik se sázejí do výsevního substrátu asi 6 až 10 mm hluboko. Mladé rostlinky se přepichují asi 6 až 8 týdnů po vyklíčení. Asi tři týdny po vyklíčení se aplikuje první dávka hnojiva o polovině běžné koncentrace. Semenáčky se přesazují do výživné zeminy a umístí na slunečné místo. 

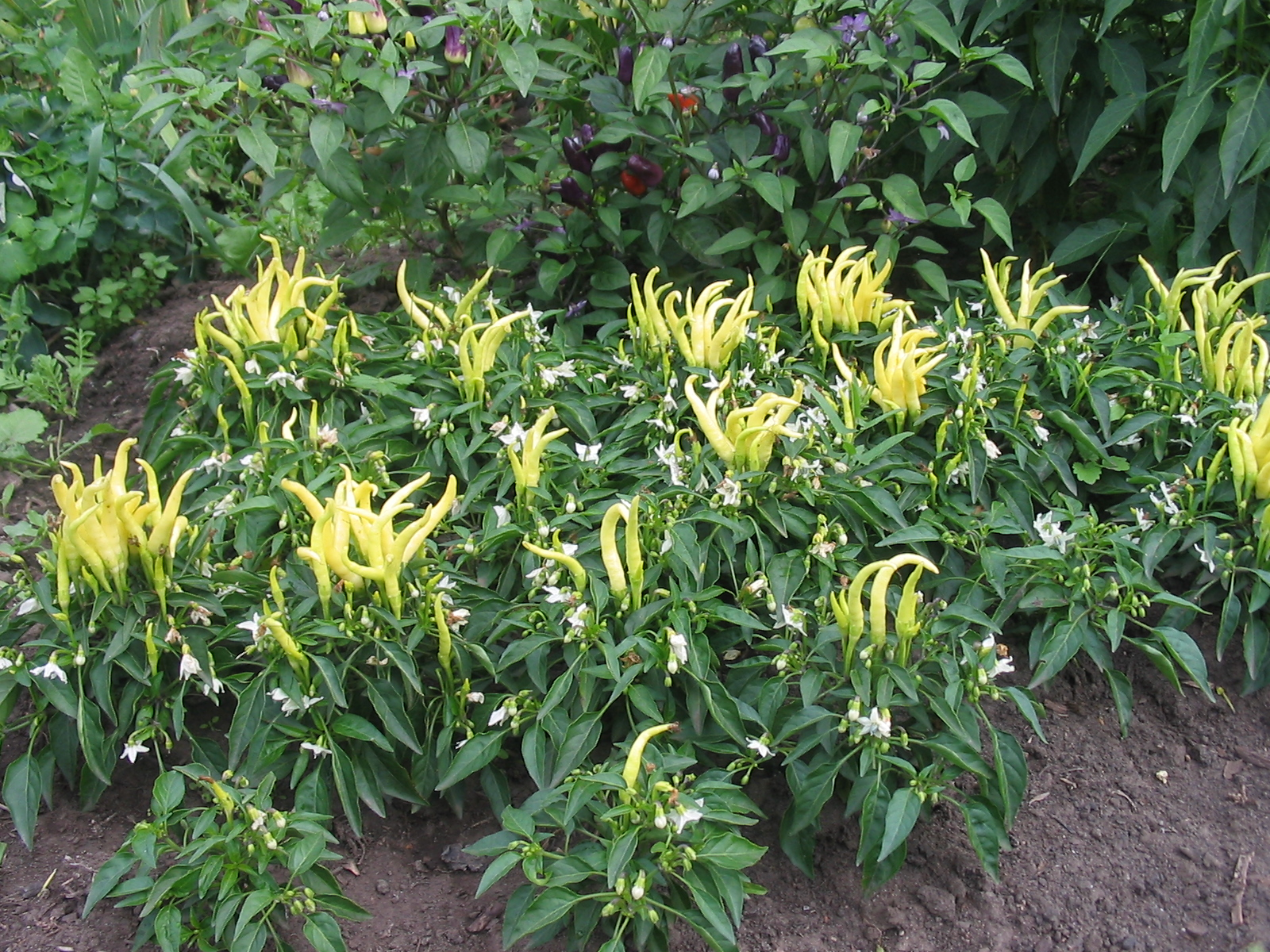
Okrasné papriky na záhoně
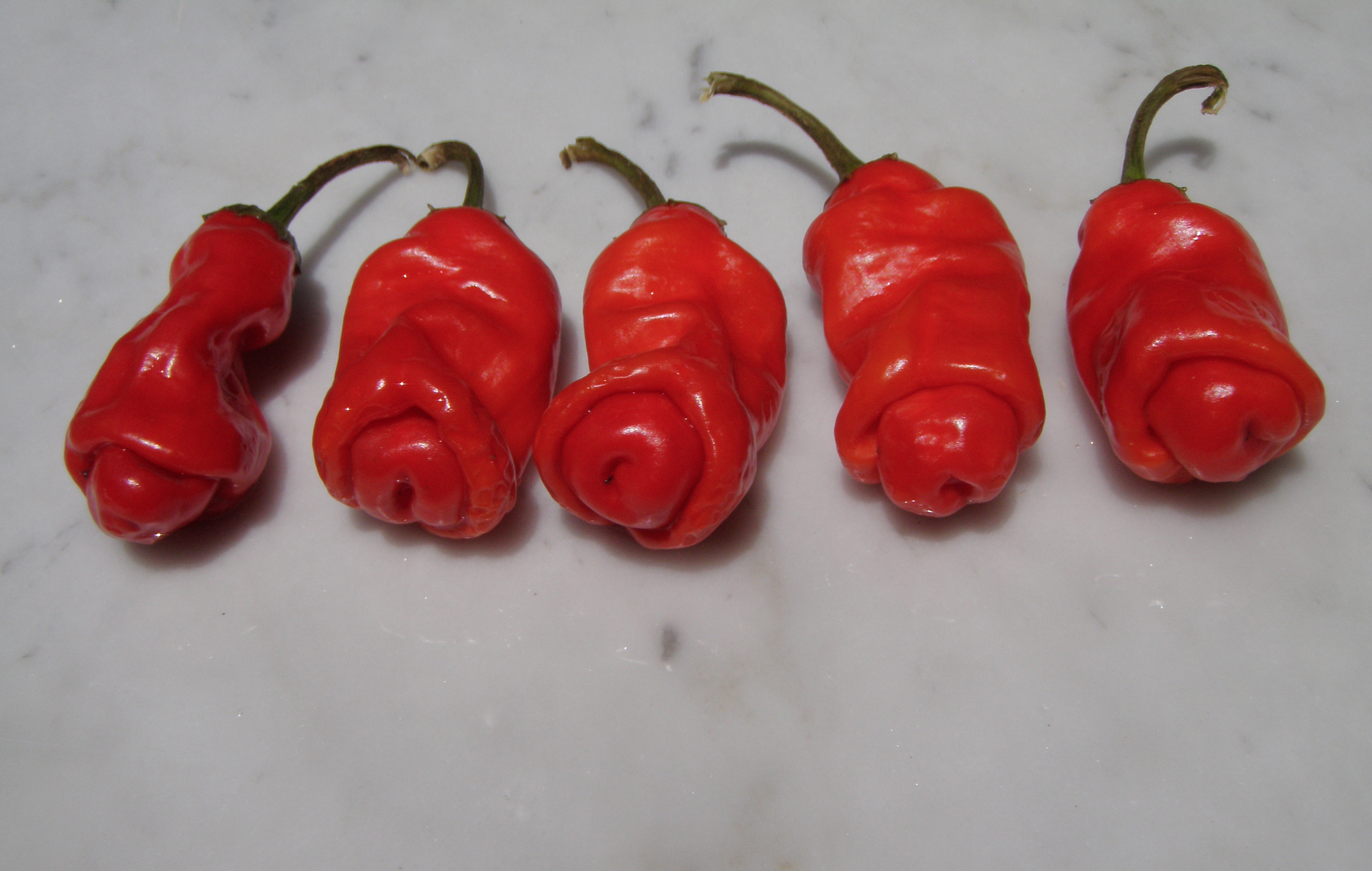
Paprika setá, okrasný kultivar ‚Peter Pepper‘
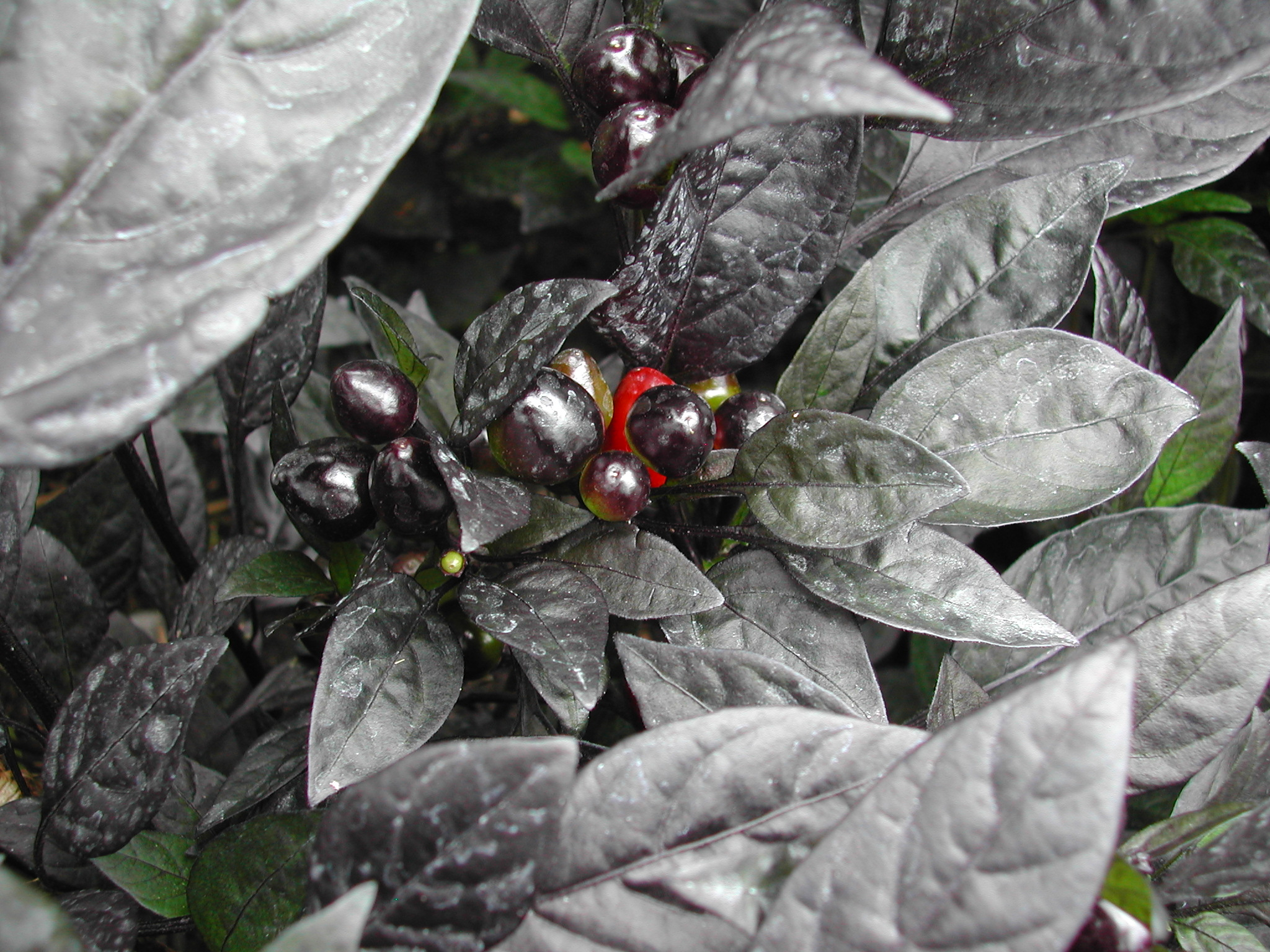
Paprika setá, okrasný kultivar ‚Black Pearl‘
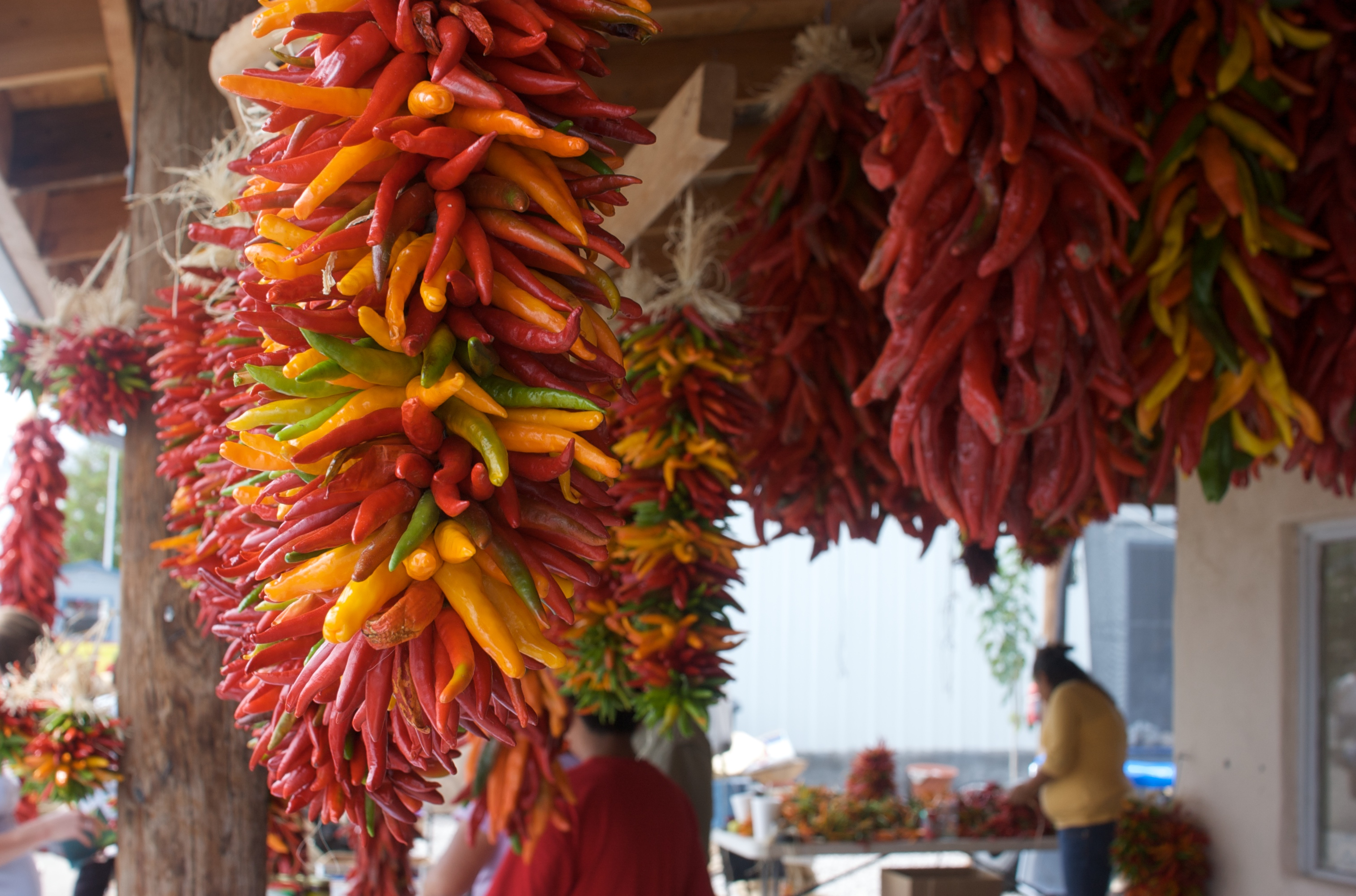
Ristra z chilli papriček

### Produkce
V roce 2019 bylo na celém světě vypěstováno asi 36 miliónů tun papriky.
Největším producentem je Čína, kde bylo v daném roce vypěstováno více než 18 miliónů tun na ploše okolo 784000 ha. Produkce zde strmě stoupá již od 90. let 20. století, kdy činila asi 3,1 miliónu tun. Následuje Mexiko (3,45 Mt v roce 2019), Turecko (2,64 Mt), Indonésie (2,58 Mt) a Španělsko (1,30 Mt). V České republice bylo ve stejném roce vypěstováno asi 10260 tun paprik na 404 ha. Největšími importéry jsou USA, Thajsko a Mexiko.

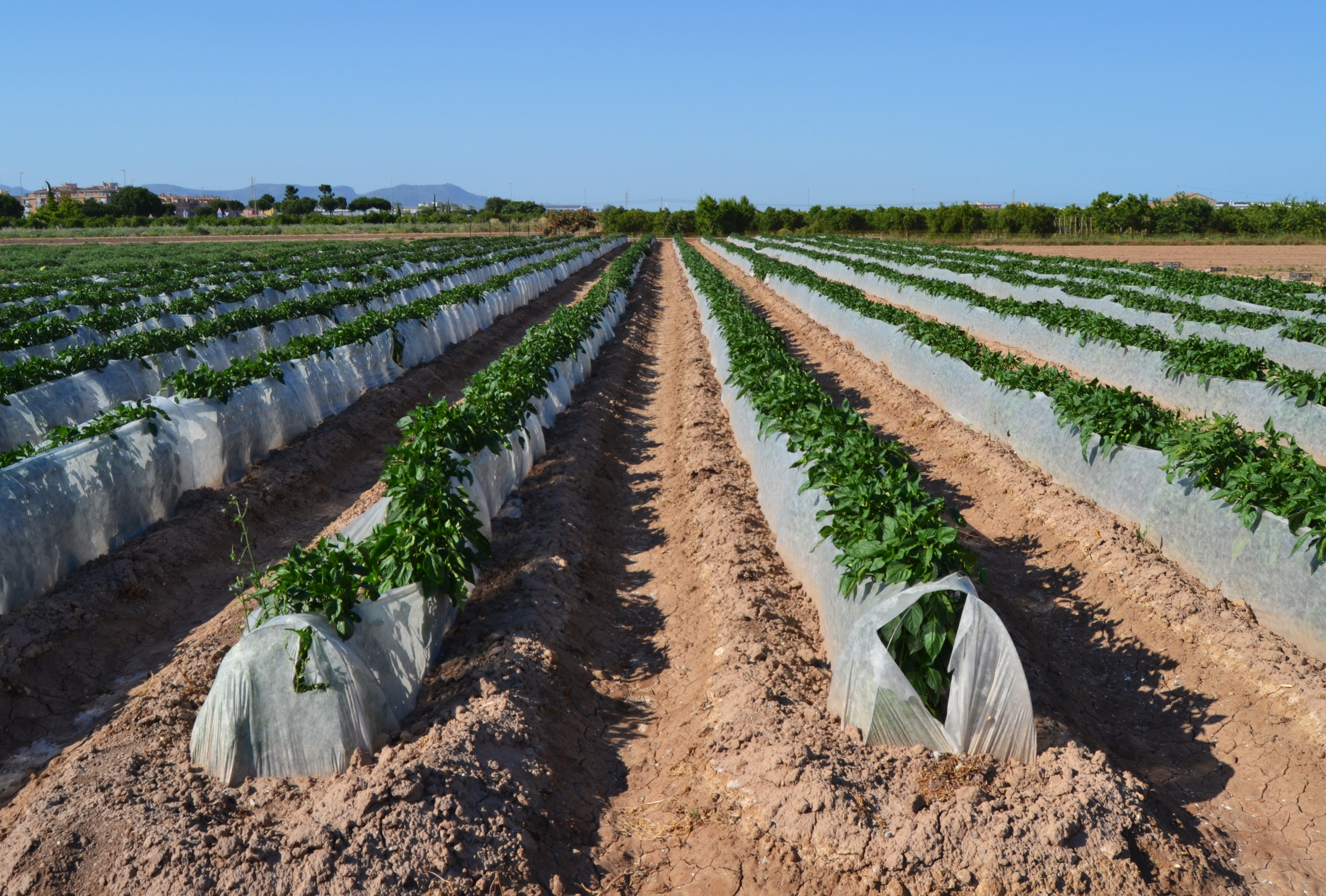
Papriková plantáž ve Španělsku
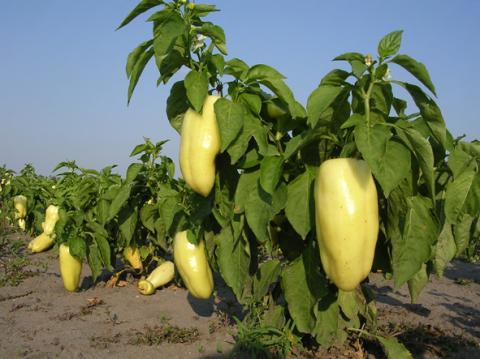
Papriky na plantáži v Maďarsku
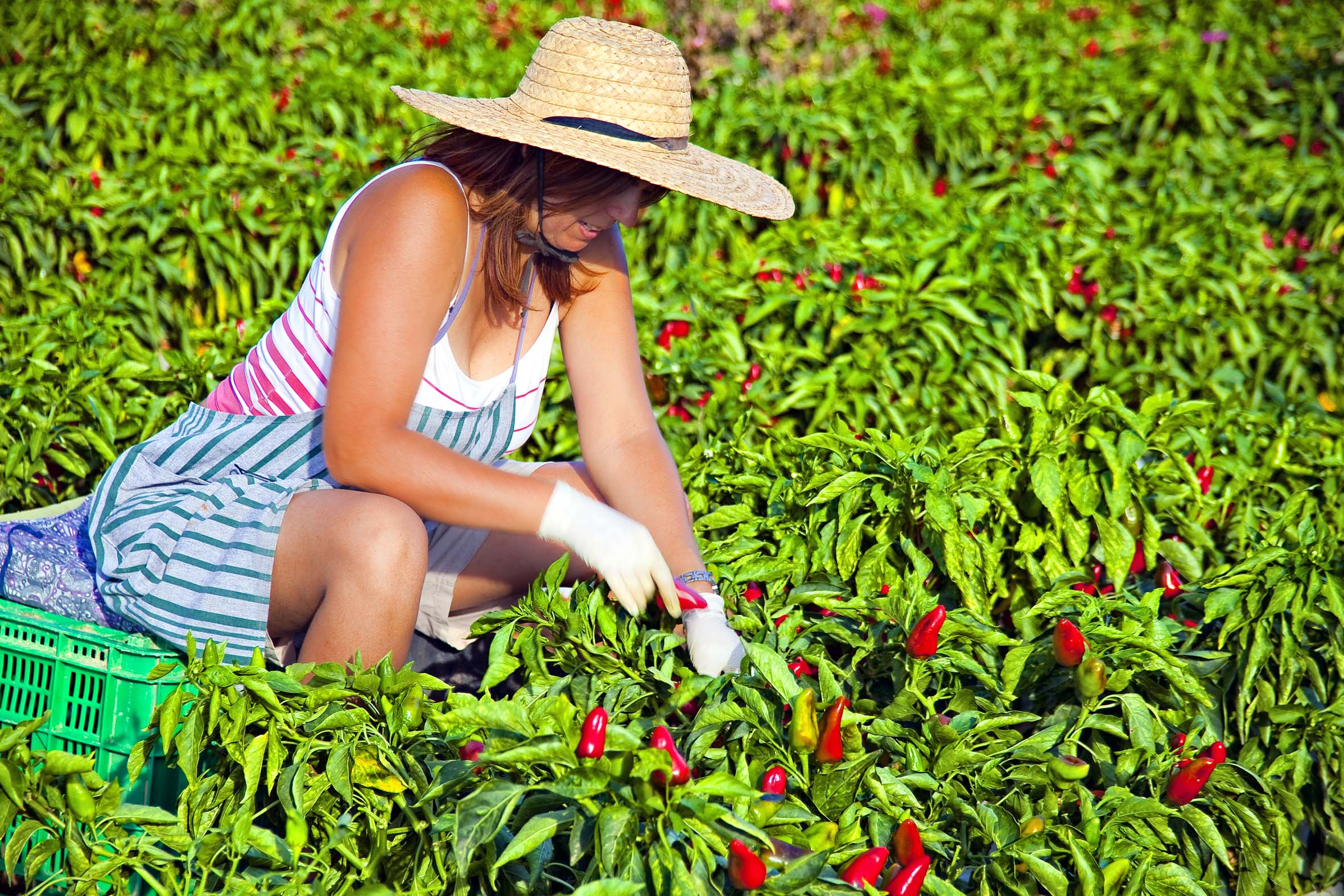
Ruční sklizeň místní odrůdy papriky seté ‚Tap de Cortí‘ na Mallorce
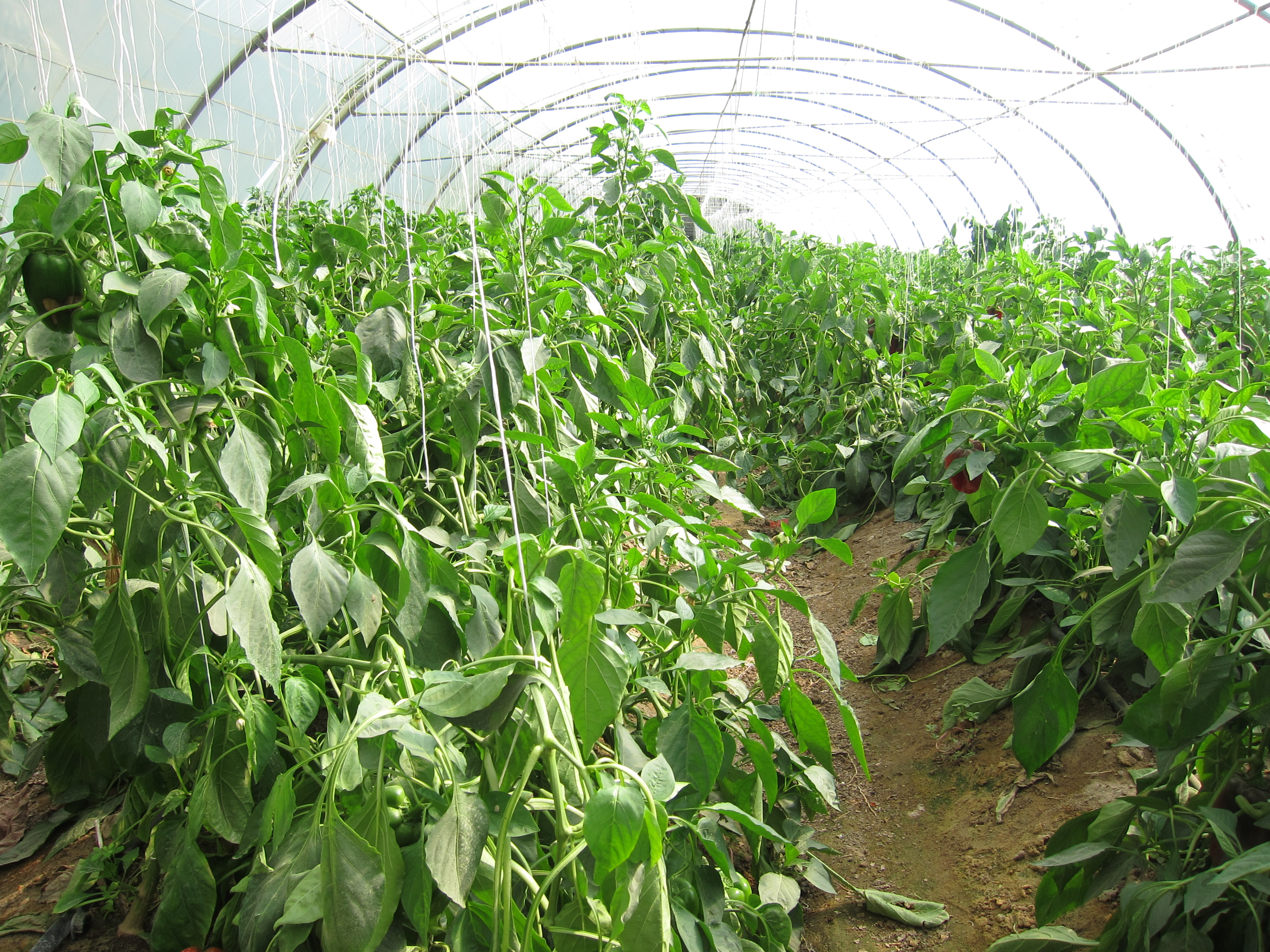
Skleníková kultura papriky
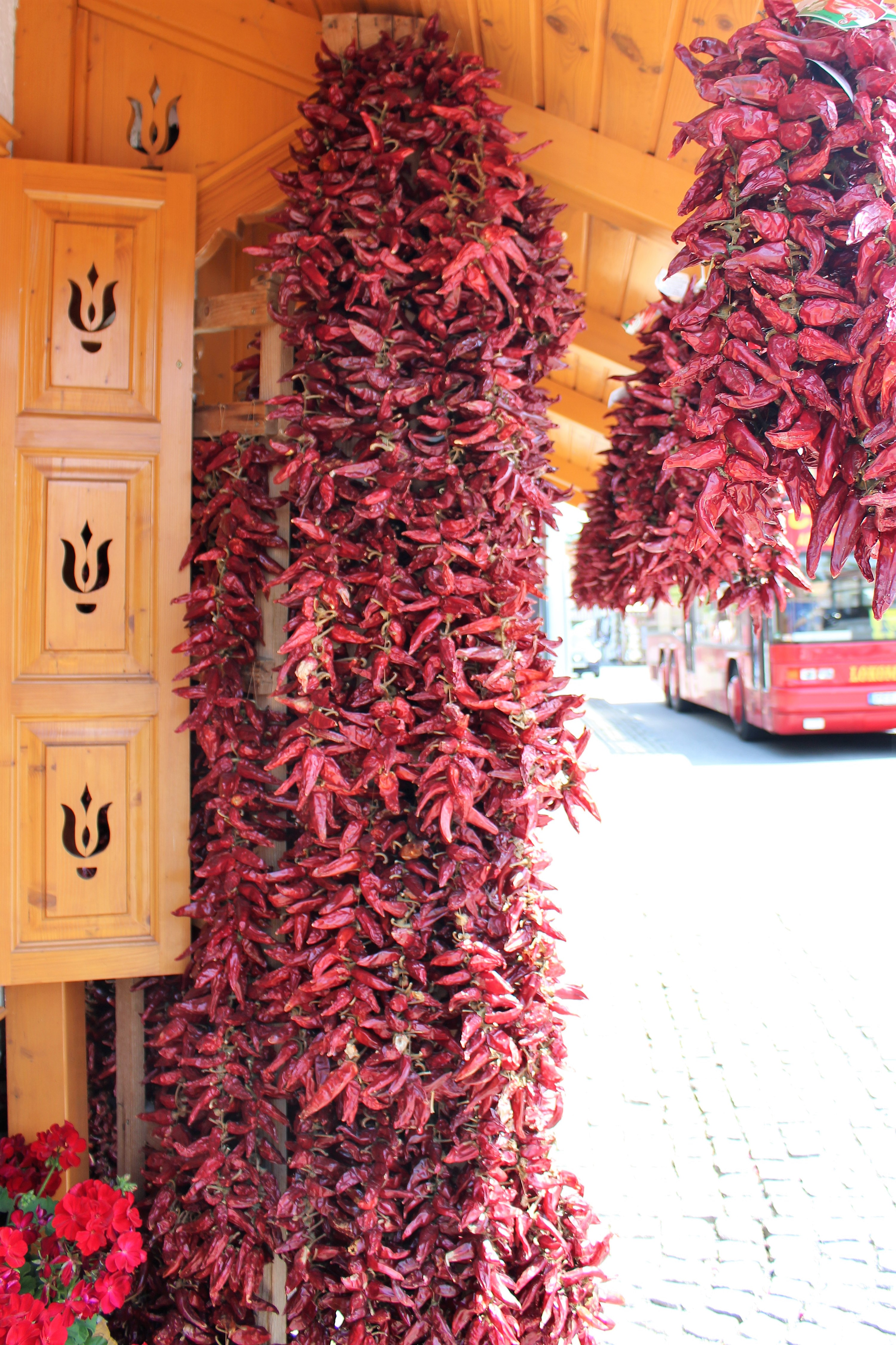
Paprikové svazky v Maďarsku

## Průměrný obsah látek a minerálů
Tabulka udává dlouhodobě průměrný obsah živin, prvků, vitamínů a dalších nutričních parametrů zjištěných v zelených paprikách.
| Složka          | Jednotka | Průměrný obsah | Prvek (mg/100 g) | Průměrný obsah | Složka (mg/100g) | Průměrný obsah |
| --------------- | -------- | -------------- | ---------------- | -------------- | ---------------- | -------------- |
| voda            | g/100 g  | 93,3           | Na               | 4              | vitamin C        | 120            |
| bílkoviny       | g/100 g  | 0,8            | K                | 120            | vitamin D        | 0              |
| tuky            | g/100 g  | 0,3            | Ca               | 8              | vitamin E        | 0,80           |
| cukry           | g/100 g  | 2,4            | Mg               | 10             | vitamin B6       | 0,30           |
| celkový dusík   | g/100 g  | 0,13           | P                | 19             | vitamin B12      | 0              |
| vláknina        | g/100 g  | 1,6            | Fe               | 0,4            | karoten          | 0,265          |
| mastné kyseliny | g/100 g  | 0,3            | Cu               | 0,02           | thiamin          | 0,01           |
| cholesterol     | g/100 g  | 0              | Zn               | 0,1            | riboflavin       | 0,01           |
| energie         | kJ/100 g | 65             | Mn               | 0,2            | niacin           | 0,1            |